# Musicomptoir
 (janvier 2021).
Si vous disposez d'ouvrages ou d'articles de référence ou si vous connaissez des sites web de qualité traitant du thème abordé ici, merci de compléter l'article en donnant les références utiles à sa vérifiabilité et en les liant à la section « Notes et références ».
Musicomptoir est un label de musique québécois.
Fondé en 1989 à Verdun par l'imprésario Raymond Paquin, le label s'appelait précédemment Productions Musigraphe. Son nom actuel a été adopté en 1998. Il a notamment géré le groupe Les Colocs.